# Morison KSi
Morison KSi (wcześniej Morison International) – międzynarodowe stowarzyszenie firm świadczących usługi w zakresie audytu, księgowości, doradztwa podatkowego, prawnego i finansowego. Stowarzyszenie powstało w 1990 roku otrzymując nazwę Morison International. Obecna nazwa - Morison KSi - powstała w efekcie fuzji Morison International i KS International, ogłoszonej 1 kwietnia 2016 roku. Członkami Morison KSi jest 150 firm w 75 krajach Europy, Afryki, obu Ameryk, Azji i Australii. Siedziba organizacji znajduje się w Londynie.
W 2012 Morison KSi zwyciężyło w rankingu IAB w kategorii „Association of the Year” (Stowarzyszenie Roku) oraz „Rising Star Association” (Stowarzyszenie – Wschodząca Gwiazda).
W rankingu International Accounting Bulletin (IAB) MI zajmuje 9 miejsce na świecie wśród stowarzyszeń firm sektora rewizji finansowej. W roku 2013 łączny obrót wszystkich firm członkowskich wyniósł 772,9 mln USD.
Stowarzyszenie otrzymało również nominację w kategorii „Consultancy of the Year” (Firma Konsultingowa Roku): Hansen Holm – Członek Morison International w Ekwadorze.

## Powstanie
Za twórcę organizacji uznaje się Waltera Morisona (ur. 26 listopada 1919, zm. 26 marca 2009), pilota Royal Airforce i jeńca wojennego (więziony w oflagu w Colditz za próbę uprowadzenia samolotu Luftwaffe w trakcie II WŚ).
Po wojnie uzyskał tytuł biegłego rewidenta w Institute of Chartered Accountants in England & Wales. Odbył aplikację w firmie Morison założonej przez wuja jego ojca. Następnie pracował w firmie Coopers Broos, która została przekształcona w Cooper & Lybrand. Powrócił do Firmy rodzinnej Morison Stoneham, którą jako partner zarządzający prowadził w latach 1960-1981. Firma Morison Stoneham była firmą założycielską Morison KSi.

## Morison KSi w Polsce
Morison Finansista założona w 1989 roku, jest polską grupą audytorsko-doradczą z siedzibą w Poznaniu.
Do roku 2000 firma występowała jako „Finansista”. Po wejściu w struktury Morison KSi przyjęła nazwę „Morison Finansista”.
Spółki wchodzące w skład grupy MORISON FINANSISTA oferują kompleksową obsługę w zakresie audytu finansowego, badania sprawozdań finansowych, doradztwa gospodarczego, inwestycyjnego, fuzji i przejęć, doradztwa podatkowego, obsługi prawnej, prowadzenia ksiąg rachunkowych oraz kadr i płac.
Spółką wiodącą w grupie jest Morison Finansista Audit. Spółka jest wpisana na listę podmiotów uprawnionych do badania sprawozdań finansowych prowadzoną obecnie przez Polską Agencję Nadzoru Audytowego (PANA), pod nr 255.
Morison Finansista Audit zwyciężyła w rankingu BOOK OF LISTS 2014/2015 tygodnika Warsaw Business Journal uzyskując I miejsce w kategorii Auditing and Accounting Companies (Small & Micro enterprises).